# 기독교연합당
기독교연합당(네덜란드어: ChristenUnie, CU)은 2001년에 설립된 네덜란드의 기독교민주주의 정당이다. 기독교민주주의를 추구하나, 기독교민주당 아펠과는 성향이 조금 다르다. 기독교연합당은 사회적으로는 기민당과 비슷하게 보수적인 스텐스를 취하나, 경제적으로는 기독교 사회주의를 추구한다. 하지만 전체적으로는 중도우파로 분류된다.
동성결혼, 낙태, 안락사 등 사회이슈에서 있어서 오히려 극우정당으로 분류되는 자유당보다 보수적인 입장을 취한다.